# Герб Понте-де-Сора
Ге́рб По́нте-де-Со́ра — офіційний символ міста Понте-де-Сор, Португалія. Використовується як територіальний герб. У золотому щиті чорний п'ятиарковий міст (порт. ponte), що перетинає сам щит по середині. Під аркою, в низу щита, хвиляста синя вода, перетята срібною хвилястою смугою. Над мостом, у главі щита, два зелені коркові дуби із золотими жолудями, чорними гілками, стовбурами і кореневищами. Щит увінчує срібна мурована міська корона з п'ятьма вежами.  Під щитом біла стрічка, на якій великими літерами напис португальською: «Ponte de Sor» (Понте-де-Сор).  Офіційно затверджений 4 грудня 1986 року.  

## Галерея

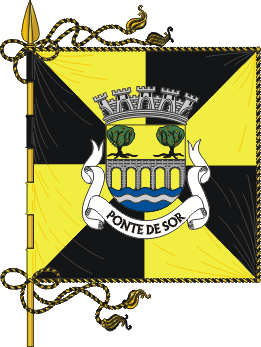
Прапор